# Velgast
Velgast – gmina w Niemczech, wchodząca w skład urzędu Franzburg-Richtenberg w powiecie Vorpommern-Rügen, w kraju związkowym Meklemburgia-Pomorze Przednie.

## Toponimia
Nazwa pochodzenia słowiańskiego, odosobowego, od imienia *Veligošč. Tłumaczone na język polski jako Wielgoszcz.